# پاسو

سرسو، پاسو، افق حقیقی و افق نجومی

پاسو یا سمت‌القدم (به انگلیسی: Nadir) در ستاره‌شناسی و دانش زمین به جهتی گفته می‌شود که درست در پایین پای ناظر قرار دارد.
پاسو در برابر سرسو قرار دارد. اگر سرسو نقطه‌ای باشد که درست بالای سر تو در آسمان است، پاسو نقطه‌ای است که دقیقاً زیر پای تو قرار دارد، یعنی در امتداد عمود رو به پایین از جایی که ایستاده‌ای. این نقطه هم روی کرهٔ سماوی تعریف می‌شود، اما در جهت مخالف دید تو به آسمان.
پاسو در اخترشناسی کمتر از سرسو به‌کار می‌رود، چون معمولاً به آسمان نگاه می‌کنیم نه به زیر زمین، ولی در برخی محاسبات دقیق هندسی و مهندسی نجومی، دانستن این نقطه برای کامل‌کردن چارچوب مرجع ضروری است. همچنین در علوم ماهواره‌ای، وقتی ماهواره‌ای دقیقاً بالای یک نقطهٔ زمین است، می‌گویند در «پاسو»ی آن نقطه قرار دارد.
با توجه به مبهم بودن اصطلاح «پایین پا»، تعریف‌های دقیق‌تری از این مفهوم به کار می‌رود که یکی از آن‌ها تعریف پاسو به صورت جهت موافق با جهت بردار اقلیدسی گرانش در هر نقطه از کره زمین است. نقطه مقابل آن سرسو می‌باشد.